# Galerius Maximus (Decemvir stlitibus iudicandis)
Galerius Maximus war ein römischer Richter, Priester und Politiker des 3. Jahrhunderts n. Chr.
Maximus ist nur von einer Inschrift aus Velitrae bekannt, einer Stadt etwa 40 Kilometer südlich von Rom. Darauf ist sein Praenomen (Vorname) nicht mehr erkennbar; er wird entweder als ...ius oder ...aius entziffert. Als seine Ämter nennt die Inschrift das Priesteramt des Flamen Claudialis (Priester des vergöttlichten Kaisers Claudius), das Richteramt des Decemvir stlitibus iudicandis sowie eine Kandidatur als Quaestor. Er könnte ein Verwandter des Galerius Maximus gewesen sein, der 258 n. Chr. Proconsul von Africa war.